# Руенский монастырь
Руенский монастырь святого Иоанна Рыльского (болг. Руенски манастир “Свети Иван Рилски”) — монастырь Софийской епархии Болгарской православной церкви. Расположен над родным селом покровителя болгарского народа в окрестностях Осоговия, где жили сподвижники Иоанна Рильского — Прохор Пчиньский, Гавриил Лесновский и Иоаким Осоговский.
Здесь принял крещение святой Иоанн Рыльский покровитель болгарского народа, ставший тут же отшельником. Это место вошло в Болгарию в начале IX века при хане Круме, в течение которого была создана славянская письменность и крещена Болгария, предполагающая последующий золотой век Симеона. Крещение Болгарии предопределяет распространение христианства не только в Восточной Европе, но и насаждение христианства в Европе, а после великих географических открытий — во всем мире.

## Строительство
По иронии судьбы, это, наверное, самый старый болгарский монастырь, но на сегодняшний день это самый молодой болгарский монастырь. Современное строительство началось в 1995 году и было окончательно завершено в 1998 году, а монастырский храм был освящен в 2003 году. На месте монастыря были обнаружены фундаменты двух средневековых церквей квадратного плана, построенных друг за другом. Одна датируется VIII веком, а другая IX веком. Были найдены многочисленные артефакты — керамика, фрагменты фресок, копья и прочее. Вокруг церквей обнаружено несколько монастырских захоронений. Старый средневековый монастырь «Успение Пресвятой Богородицы», в котором святой Иоанн Рильский принял монашество, находился на этом месте. Сведения об истории этого монастыря довольно скудны, в основном это письменные источники (жития), артефакты, обнаруженные при строительстве нового монастыря и легенды. Когда-то, в очень далеком прошлом, место нынешнего монастыря было известно как Црквеник/Црковнико. До начала строительства новой церкви на этом месте стояла небольшая часовня «Св. Иван», где собиралось местное население и 19 октября почтили память св. Иоанна Рильского. В средние века на этом месте был Бобошевский монастырь, который во время правления султана Баязида II был восстановлен на нынешнем месте над Бобошево (Кюстендилский санджак).

## История
Территория монастыря полна истории. Совсем рядом, буквально на крутом склоне Рилы находится Рильский монастырь. За холмом Рила находится Сапарева-Баня, место рождения Велизария. К западу находится Кюстендил, где родились Константин и Елена (вероятно средневековая резиденция в крепости «Гиссарлык»), мать последнего византийского императора Константина Палеолога и одновременно прабабушка первого русского царя — Ивана Грозного. Над Пауталией/Вельбуждом стояла раннехристианская базилика архиепископии, основанная, вероятно, в конце IV века и положившая начало церкви Охридского архиепископства.
Напротив монастырского склона над Скринским ущельем на реке Струма находится местность Царичина. Он возвышается над противоположным берегом реки, где раскинулись родовые владения Комитопулы. Трагические события, связанные с устранением наследников Аарона, происходили над деревней Палатово (Разметаница), за исключением Ивана Владислава.
Над монастырем находится первый скит/пещера, в которой живёт Иван Рильский в пустыне. В этих местах и происходит действие, описанное в житии святого. Над монастырем находится крест с видом на Рильский монастырь с невероятным панорамом на окрестности. Красивый монастырь расположен среди буковых лесов и вековых деревьев очень редкого вида «медвежий орех».

## Галерея

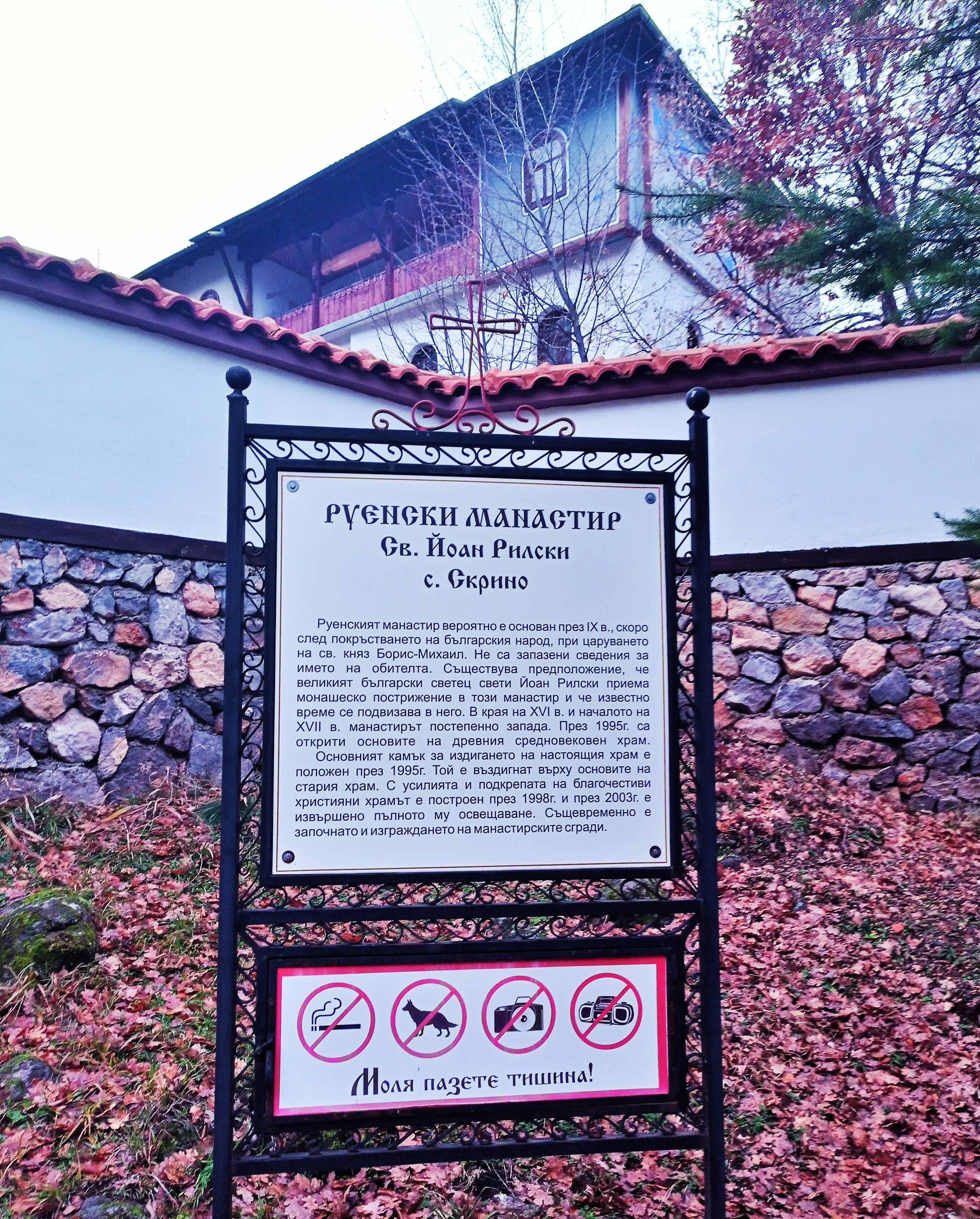
Краткая справка на болгарском языке
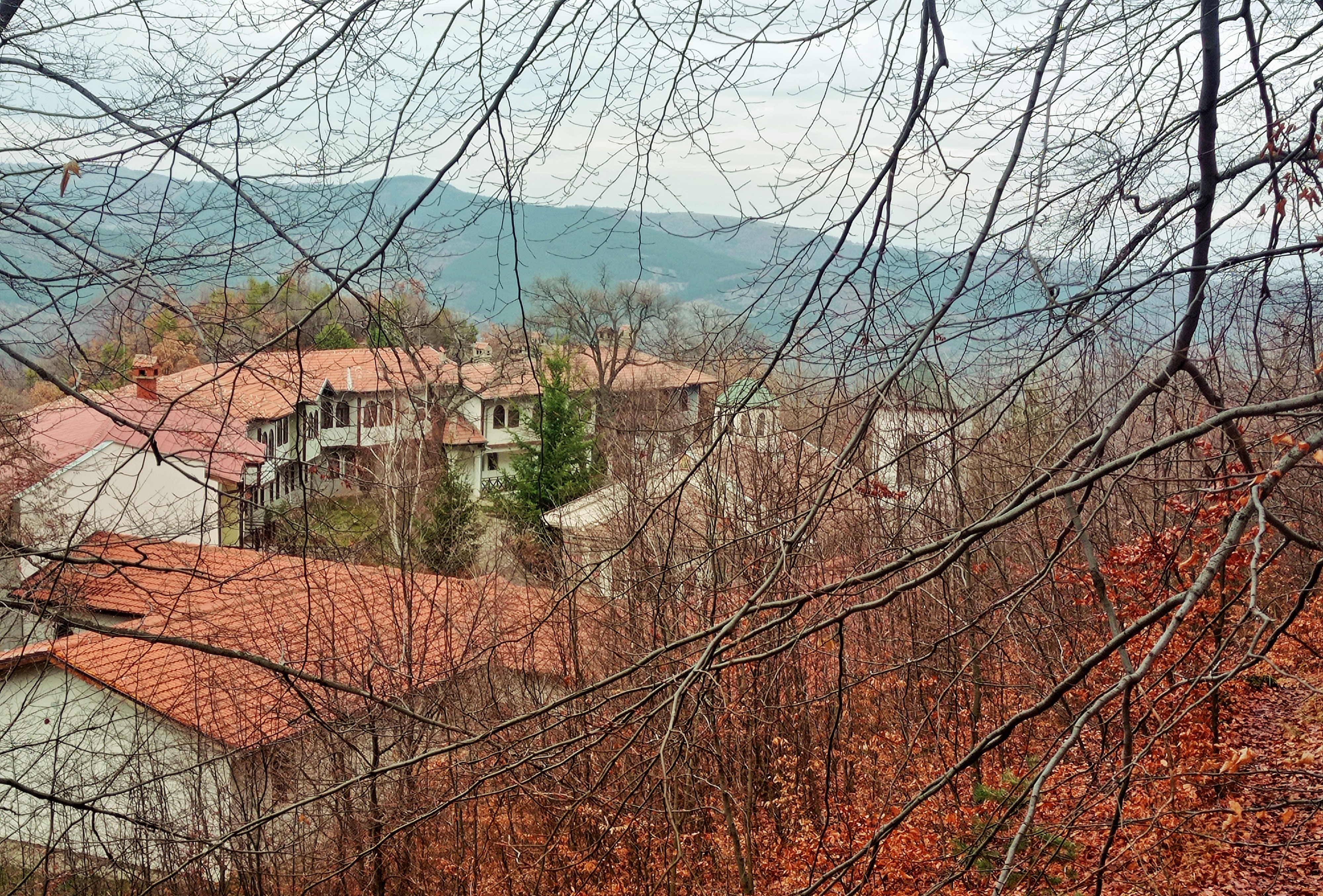
Вид на монастырь из букового леса
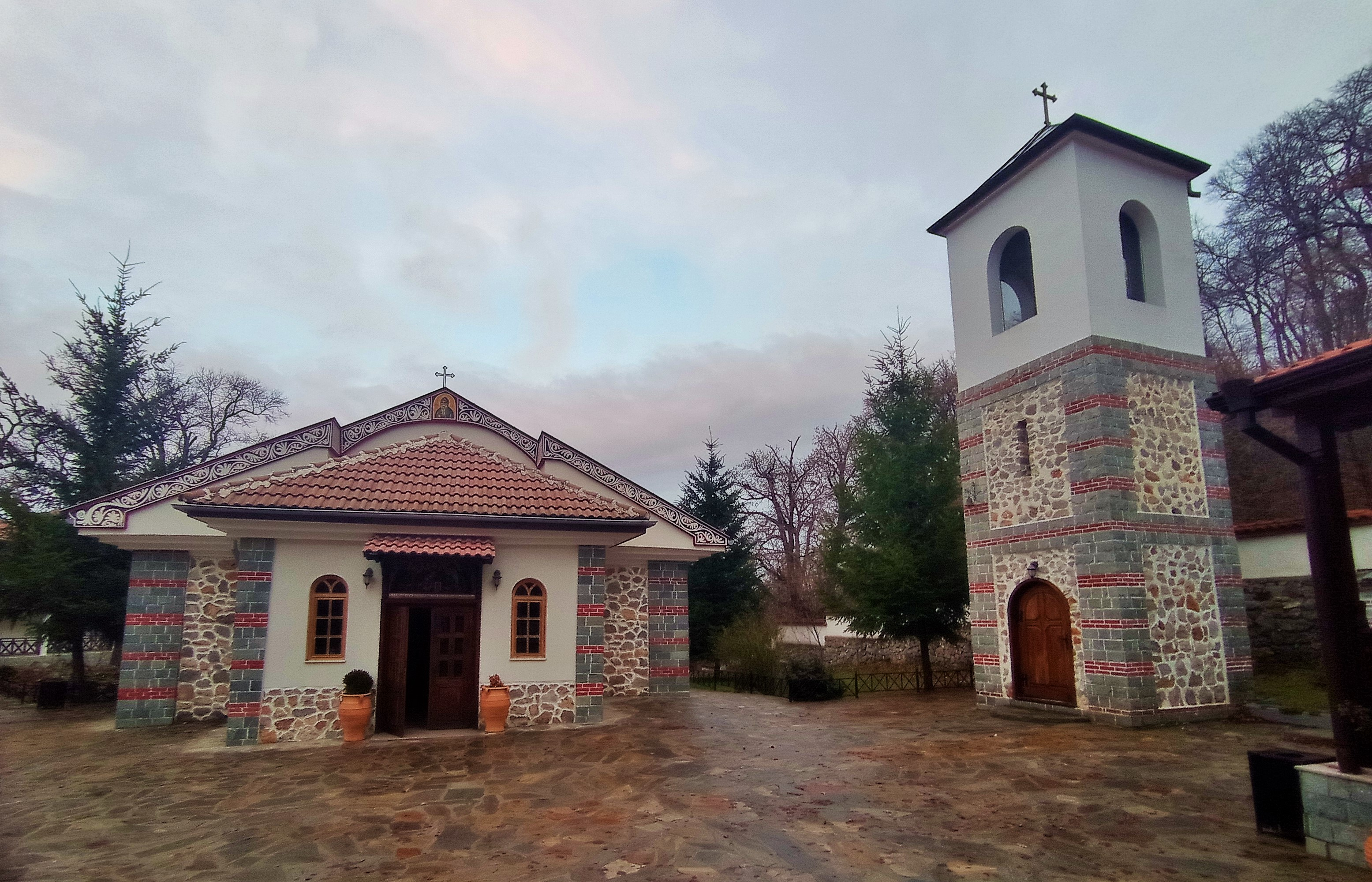
Монастырская церковь с колокольней
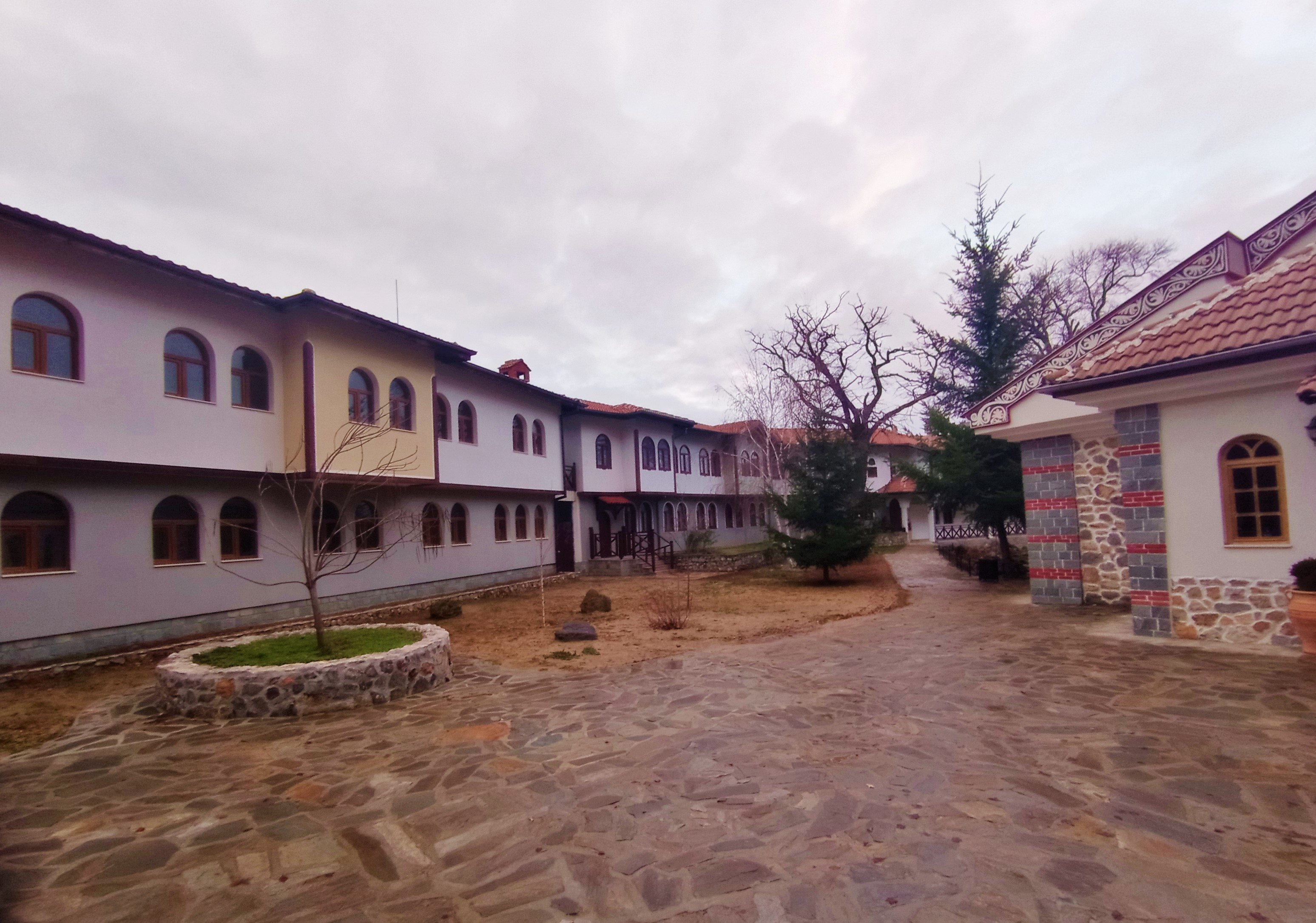
Здания монастыря
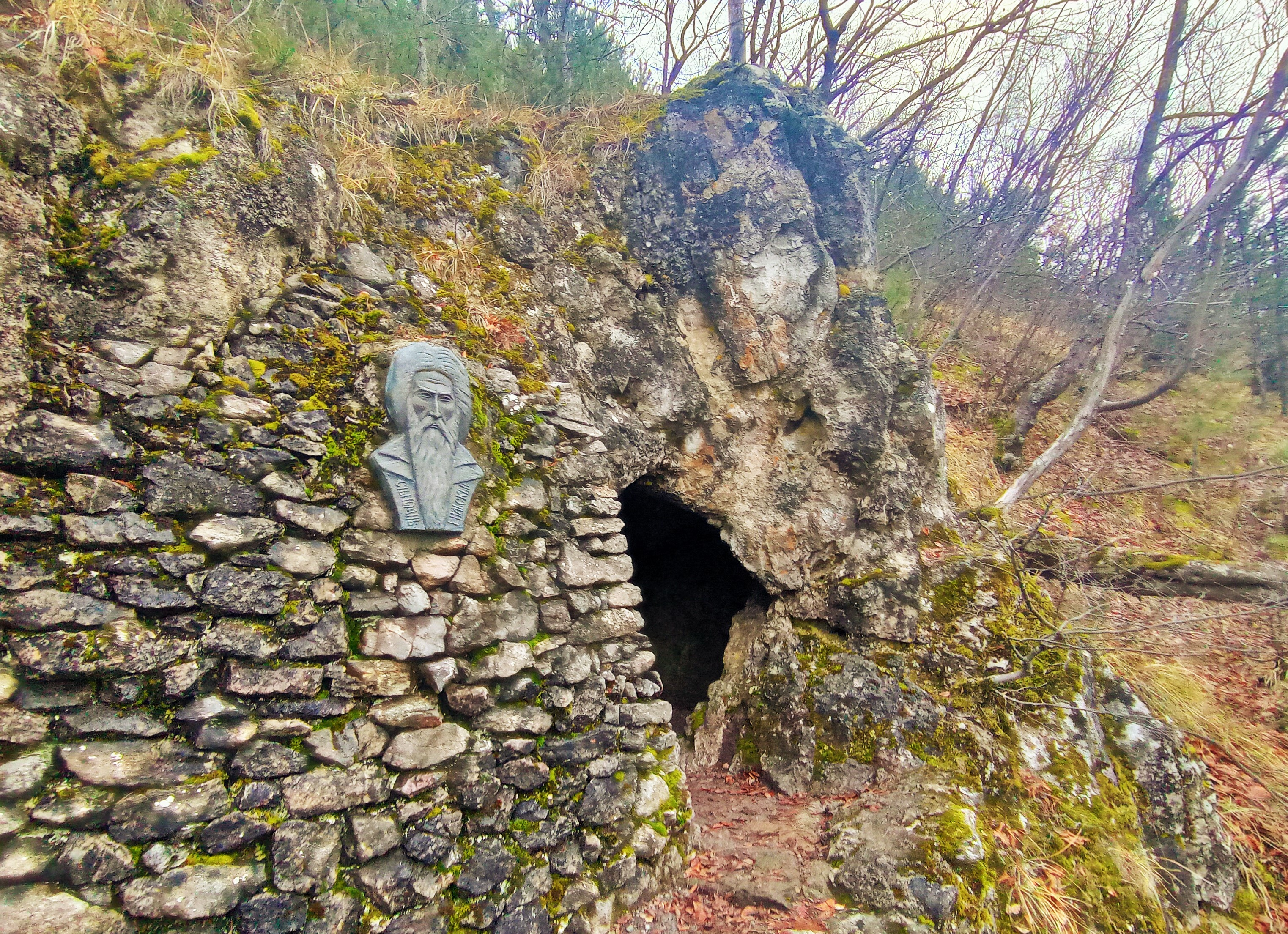
Скит Иоанна Рильского
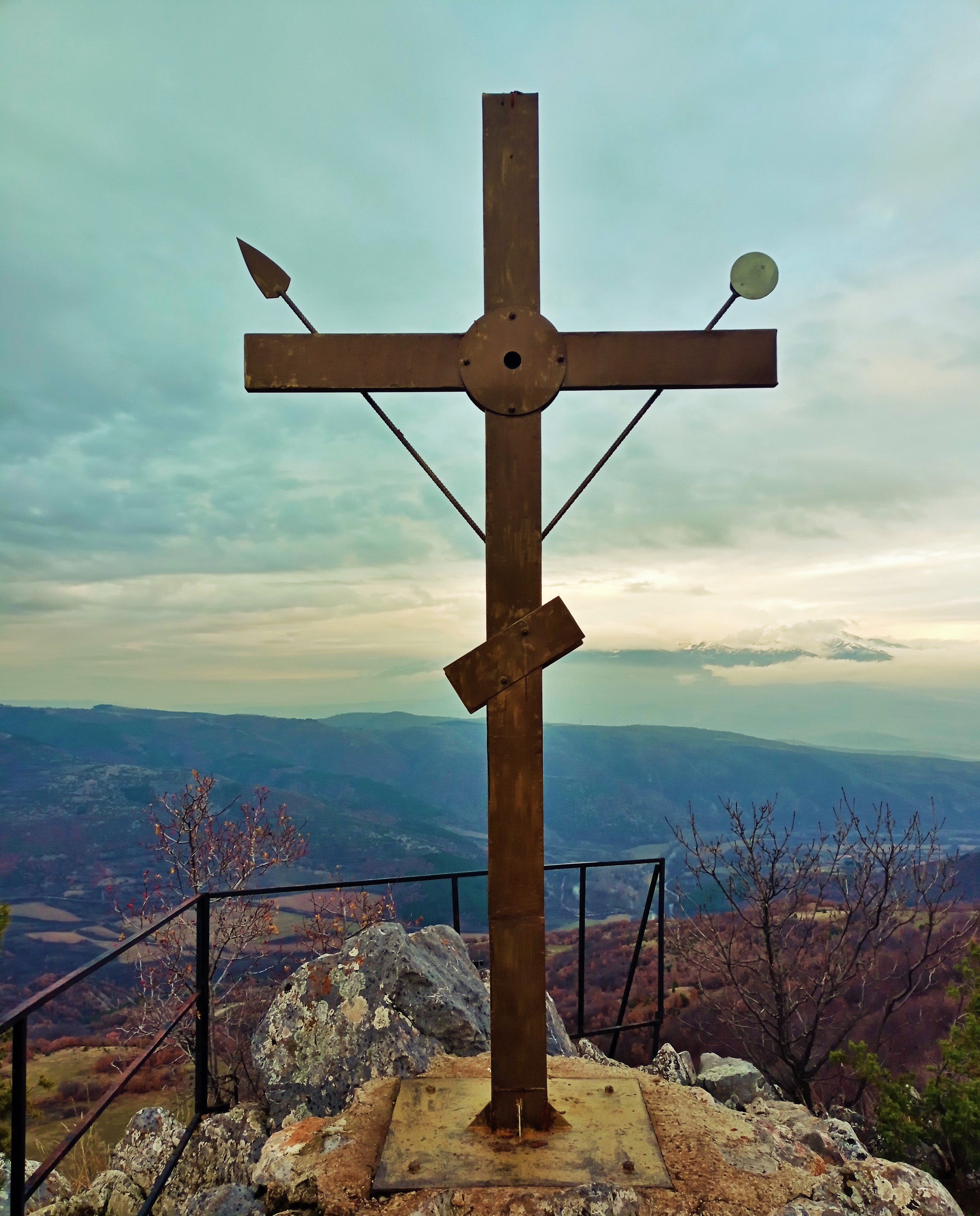
Крест над монастырем с видом на Рилу
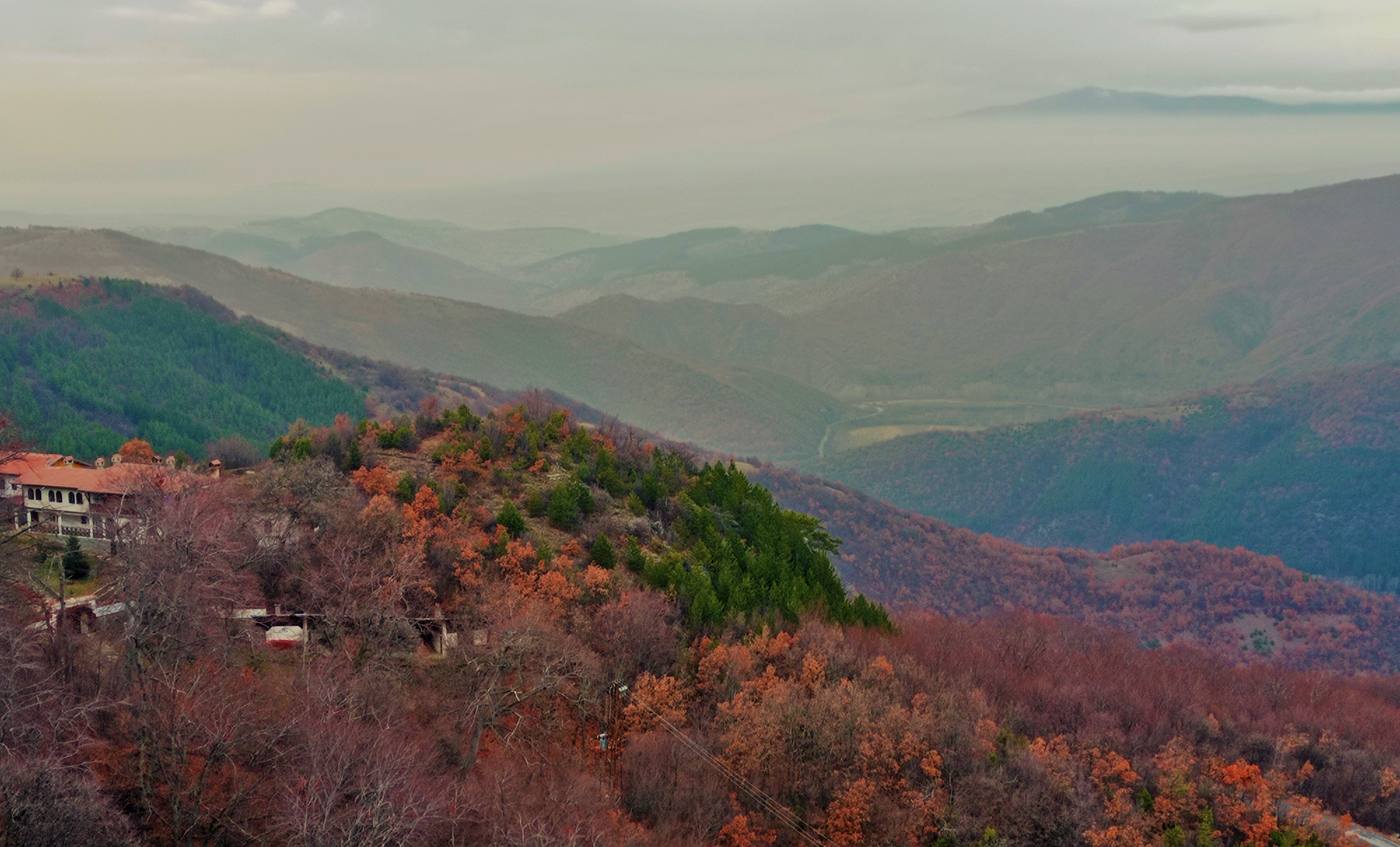
Вид с креста на монастырь с поля Кюстендил (в тумане)